# Distretto di Dol
Il distretto di Dol era una divisione territoriale francese del dipartimento dell'Ille-et-Vilaine, istituita nel 1790 e soppressa nel 1795.
Era formato dai cantoni di Dol, Antrain, Basouges, Combourg, Dingé, Ros sur Couesnon, Sens, Trans e le Vivier.